# 米奇斯拉夫·卡洛维茨

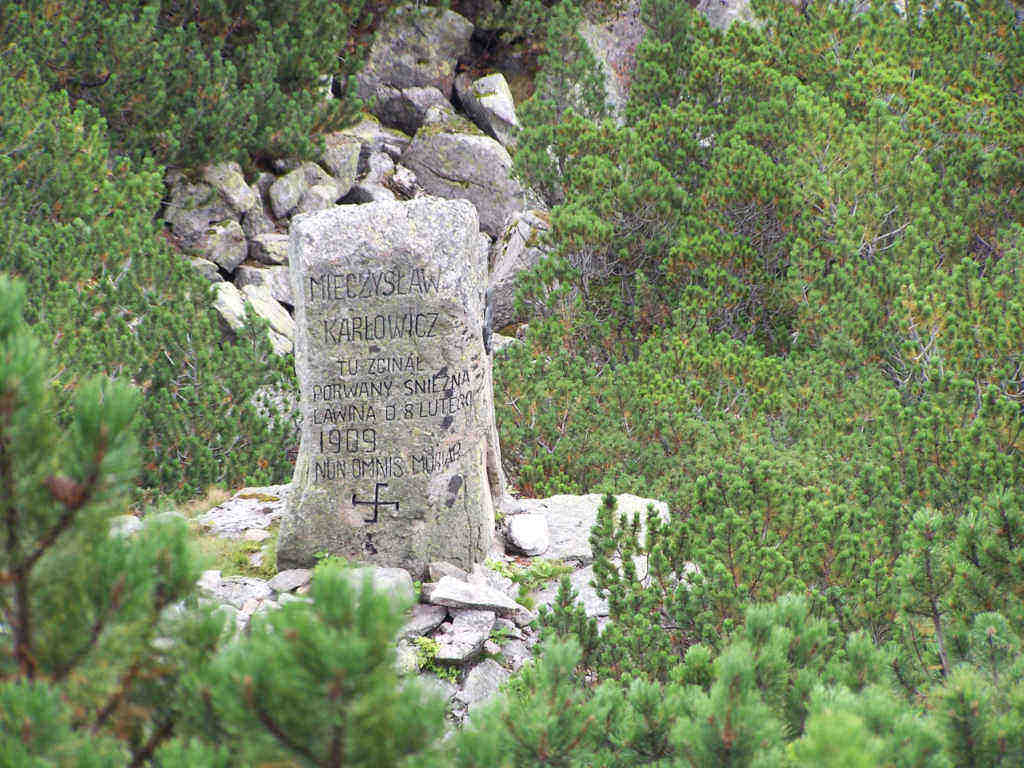
卡洛维茨殉难石，纪念他在塔特拉山雪崩中悲剧性的人生谢幕

米奇斯拉夫·卡洛维茨（波蘭語：Mieczysław Karłowicz，1876年12月11日—1909年2月8日），波兰作曲家。

## 生平
先后在华沙和柏林接受音乐教育，1902年回国，大力宣传推广瓦格纳风格的音乐，并与“青年波兰”作曲家小组关系密切。1909年因雪崩事故逝世于塔特拉山。卡洛维茨的音乐风格受德奥浪漫主义影响较大，特别是理查·施特劳斯。他的管弦乐作品规模宏大，结构复杂，内蕴深刻崇高，但有时不易索解。